# Utricularia intermedia
Espèce
Classification APG IV (2016)
Utricularia intermedia, l’utriculaire intermédiaire, est une espèce de plantes à fleurs dicotylédones  de la famille des Lentibulariaceae. C'est une plante carnivore herbacée qui pousse dans les eaux peu profondes des marais et des tourbières. Elle est menacée d’extinction à cause de la perte d’habitat.

## Caractéristiques

### Port général
L’utriculaire intermédiaire est une plante dicotylédone herbacée de 5 à 50 cm de haut qui est pérenne et aquatique ; hormis ses axes floraux, elle est entièrement immergée. Elle ne possède pas de racines mais sa partie carnivore est tout de même enfouie dans le substrat, tandis que sa partie verte flotte dans l’eau.

### Appareil végétatif
Elle possède deux types de rameaux basilaires et très dimorphes. Le premier type porte des feuilles filiformes très ramifiées et se termine par une grande vésicule ; il flotte en général juste sous la surface de l’eau. Le second porte des pièges et est dépourvu de vésicules, ; il est parfois enseveli dans les sédiments et contient très peu de chlorophylle, ce qui lui confère une couleur jaune pâle à translucide. 
Étant hémicryptophyte, elle forme des hibernacles pour passer l’hiver et se reproduit principalement de façon végétative via des stolons, étant donné sa floraison peu fréquente.

### Appareil reproducteur
Les fleurs sont organisées en racèmes de 2 à 5 fleurs à symétrie bilatérale. Chaque fleur possède 5 pétales soudés de couleur jaune à striation rouge-orangée de 10 à 16 mm. Elles forment une corolle concave et bilabiée dont la large lèvre inférieure renflée au sommet camoufle la lèvre supérieure. Un éperon nectarifère situé sous la lèvre inférieure est un peu plus court que cette dernière.
Les fleurs sont hermaphrodites ; il y a deux étamines à filaments soudés au tube de la corolle, et les ovaires sont supères avec deux carpelles soudés. Le fruit est une capsule ronde de 2,5 à 3,5 mm qui se fend en deux à maturité.

### Pièges
Les pièges, appelés outres, font entre 1 et 4 mm et servent à attraper de petits insectes et crustacés ainsi que des protozoaires. Ils sont portés par une tige spécialisée sans feuilles. 
L’outre est un lobe de feuilles modifiées maintenu fermé par une valve jusqu’à ce qu’une proie effleure les quatre poils sensoriels qui y sont fixés. Ceci déclenche l’ouverture de la valve ; l’eau s’engouffre alors dans l’outre en emportant l’animal et la valve se referme,. Le tout prend 1/460 de seconde. La concentration en oxygène étant très faible dans les outres, la proie meurt par asphyxie et des enzymes de type phosphatases acides sécrétées par la plante vont alors la digérer. Le piège est de nouveau fonctionnel 30 minutes après le déclenchement. 

### Particularités physiologiques
U. intermedia investit beaucoup dans ses tiges carnivores, qui représentent une grande partie de sa biomasse et un coût d’entretien élevé : les pièges sont physiologiquement très actifs et ne font pas de photosynthèse. Cependant, cet investissement est adapté en fonction de l’environnement de la plante : les pièges ne sont intéressants que si les proies sont abondantes et  le CO2 et la lumière manquent pour la photosynthèse,.

### Espèces voisines
U. intermedia peut être confondue avec d’autres utriculaires, notamment U. minor, U. australis et U. vulgaris.
U. vulgaris et U. australis ont des rameaux végétatifs d’un seul type et vivent dans des eaux eutrophes. Si la corolle est jaune pâle et la lèvre inférieure plane, il s’agit d’U. australis ; si la corolle est plus foncée et la lèvre inférieure recourbée vers le bas, il s’agit d’U. vulgaris.
U. intermedia et U. minor portent des rameaux distincts et préfèrent les eaux oligotrophes. Les fleurs d’U. intermedia ont une lèvre inférieure plane et un éperon aussi long que la corolle, tandis que la lèvre inférieure d’U. minor est courbée vers le bas et son éperon est beaucoup plus court que la corolle. 
Elle est aussi très similaire à U. ochroleuca mais celle-ci vit cependant dans des eaux à pH en-dessous de 5. De plus, elle est plus foncée et plus grande et possède une lèvre inférieure presque plate. 

## Écologie

### Répartition géographique
U. intermedia se retrouve dans les régions circumboréales : elle est présente en Amérique du Nord, en Asie boréale et en Europe centrale et boréale, jusqu’à 1 300 m d’altitude. En Europe elle est principalement abondante en Suède, en Finlande et dans le nord de l’Angleterre.

### Habitat
L’utriculaire intermédiaire vit dans les tourbières, les fens et les marais, où les eaux humiques stagnantes peu profondes ont un pH acide (5,2 à 5,6), et sont généralement oligo- à mésotrophes. La quantité de lumière que reçoivent les parties végétatives dépend de la turbidité et de la profondeur de l’eau. 

### Phytosociologie
On trouve généralement U. intermedia seule ou en petits groupes. Elle pousse dans des habitats très similaires à ceux d’U. stygia et U. ochroleuca en termes de profondeur, d’acidité et de concentrations en nutriments de l’eau, mais on les retrouve rarement au même endroit. 

### Cycle de vie
U. intermedia fleurit de juin à septembre ou de juillet à août selon les endroits mais ne fleurit pas chaque année. Elle est pollinisée par les insectes et les graines sont dispersées par l’eau. Les graines sont rudimentaires et peuvent germer dans la vase.

### Impact de l’homme sur les populations sauvages et statut
U. intermedia est menacée par la perte d’habitat, à cause de l’assèchement des zones humides, et par l’envahissement par des espèces invasives, par exemple la baldingère faux-roseau. De plus, comme elle supporte mal la pollution, elle peut être utilisée comme bioindicateur de la qualité de l’eau du milieu où elle se trouve,.
Elle est sur la liste rouge de l’UICN France, où elle est considérée comme vulnérable ; en Italie elle est considérée comme éteinte. En Belgique, sur les quatre espèces du genre Utricularia, U. intermedia est la seule à ne pas être protégée.

## Taxonomie
Bien que la plupart des sources citent Hayne comme le premier à avoir décrit U. intermedia en 1800, Dreves & Hayne l’avaient déjà décrite formellement en 1798. 

### Synonymes
Les synonymes suivants sont listés dans le Catalogue of Life :
- Lentibularia intermedia (Hayne) Nieuwl. & Lunell
- Utricularia grafiana Koch
- Utricularia intermedia mod. terrestris (Glueck) D. Schmidt (synonyme ambigu)
- Utricularia intermedia f. elatior Kam.
- Utricularia intermedia var. grafiana (Koch) Celak.
- Utricularia intermedia f. grafiana (Koch) Kam.
- Utricularia intermedia f. longirostris Kam.
- Utricularia intermedia var. stagnalis (Hoeppner) Hegi
- Utricularia intermedia f. stagnalis Hoeppner
- Utricularia intermedia f. terrestris Glueck
- Utricularia media Schum.
- Utricularia millefolia Nutt. ex Tuckerm.
- Utricularia rossica Gdgr.